# Luj IV., kralj Zapadne Franačke
Luj IV. Prekomorski (920./921. – 10. rujna 954.) bio je zapadnofranački kralj 936. – 954. godine.
U doba svrgavanja oca Karla III. 923. godine budući Luj IV. ima samo tri godine. Kako bi ga zaštitila, njegova majka, engleska princeza Edgiva vodi ga u svoju postojbinu na sigurno. Ta činjenica mu daje u stanovništvu nadimak "prekomorski". (Luj je preko majke bio unuk kralja Eduarda I.)
Smrću Rudolfa, uzurpatora Francuske bez nasljednika, opća želja plemića poziva Luja IV. da preuzme očevu krunu jasno uviđajući mogućnost građanskog rata u slučaju nevraćanja "ustavnog" poretka. Iako na papiru kralj Francuske, područje pod njegovom izravnom vlašću je u stvarnosti bilo ograničeno na nekoliko gradova koji su se mogli nabrojati na prste jedne ruke.
Dinastičku zanimljivost ovoga kralja predstavlja diplomatska igra njemačkog kralja Henrika I. koji jednu svoju kćer udaje za Luja IV., a drugu za njegovog izravnog protivnika Huga Velikog, oca budućeg kralja Huga Capeta. Ta sestrinska borba za vlast na kraju će završiti istrebljenjem potomaka Luja IV. Kći kralja Henrika koja se udala za Luja bila je Gerberga od Saske.
Poslije njegove smrti 954. godine nasljeđuje ga stariji sin, Lotar, kralj Francuske.

## Poveznice
- Popis francuskih vladara

| Prethodnik:             | Kralj Francuske | Nasljednik:            |
| Rudolf, kralj Francuske | Kralj Francuske | Lotar, kralj Francuske |